# Арутюнян Олександр Отарійович
Олександр Отарійович Арутюнян (нар. 23 липня 1954, Ткварчелі) — український актор, театральний режисер і композитор; заслужений артист України з 18 травня 2013 року. Голова комітету культури у Вірменській громаді Маріуполя. Колаборант з РФ (з 2022 року).

## Біографія
Народився 23 липня 1954 року в місті Ткварчелі (нині Абхазія, Грузія). Його батько був інженером-будівельником, а мати медичним працівником. Згодом сім'я переїхала до Сухумі. Після закінчення школи поступив до будівельного інституту, де провчився всього рік, після чого його відрахували за неуспішність. 1971 року вступив до Ленінградського будівельного інституту, де також не довчився. Протягом 1973—1975 років служив в Радянській армії в Чехословаччині. Після демобілізації навчався в Ростовському училищі мистецтв, яке закінчив у 1980 році.
Працював у Тобольському драматичному театрі, Сухумському державному театрі юного глядача, Дніпропетровському театрі юного глядача імені Ленінського комсомолу. З 1989 року — актор Донецького обласного російського драматичного театру.
Після 24 лютого 2022 року співпрацює з окупантами та підтримує російську агресію проти України.

## Творчість
Ролі у кіно
- кавказець — «Репортаж» (1995);
- продавець — «Зачароване кохання» (2008);
- катала Рашад — «Шулер» (2013);
- дідусь Тимур — «За першого зустрічного» (2020).

Театральні ролі
- Михайло, Родріго — «Любов до втрати пам'яті», «Лицарські пристрасті» Валентина Красногорова;
- Дорант — «Міщанин у дворянстві» Жана-Батиста Мольєра;
- Угаров — «Провінційні анекдоти» Олександра Вампілова;
- Джон Сільвер — «Острів скарбів» Роберта Луїса Стівенсона;
- Водяний — «Весела карета» Валерія Зіміна;
- Агустіно — «Повернися в Сорренто» Едуардо Де Філіппо;
- Ерве Монтень — «Публіці дивитися забороняється» Жана Марсана;
- Страфорель — «Романтики» Едмона Ростана;
- Клер Куілті — «Лоліта» Володимира Набокова, Едварда Олбі;
- Акоп — «Витівки Хануми» Авксентія Цагарелі;
- Лопахін, Чубуков — «Вишневий сад», «Водевілі» Антона Чехова;
- Дафф — «Пейзаж» Гарольда Пінтера;
- Макхіт — «Тригрошова опера» Бертольта Брехта;
- Соловей-Розбійник — «Сказ про російського богатиря Іллі Муромця» Михайла Непряхіна (режисер Станіслав Непряхін);
- Карабас-Барабас — «Золотий ключик, або Пригоди Буратіно» Олексія Толстого (режисер Анатолій Левченко);
- Беркутов, Досужев — «Вовки і вівці», «Прибуткове місце» Олександра Островського (режисер Станіслав Непряхін);
- Бернард — «Граємо в дружню сім'ю, або Гарнір по-французьки» Марка Камолеті (режисер Станіслав Непряхін);
- Вінченціо — «Приборкання норовливої» Вільяма Шекспіра (режисер Костянтина Добрунов);
- Пан Мессершман — «Запрошення до замку» Жана Ануя (режисер Станіслав Непряхін);
- Трубач; 1900-й — «Божевільна історія піаніста» Алессандро Барікко (режисер Олександр Утеганов);
- Січень; прокурор — «Дванадцять місяців» Самуїла Маршака (2011, режисер Анатолій Левченко);
- Джон Сміт — «Тато в павутині» Рея Куні (2012, режисер Станіслав Непряхін);
- Чоловік середніх років — «Маленькі комедії» Аркадія Арканова, Григорія Горіна (2012, режисер Анатолій Левченко);
- Лористон — «Денис Давидов» Володимира Соловйова (2012, режисер Станіслав Непряхін);
- Кизилбек — «Червоні вітрила» Михайла Непряхіна за мотивами повісті Олександра Гріна (2013, режисер Станіслав Непряхін);
- Капітан Бігонджарі — «Готель „Каліфорнія“» Луїджі Лунарі (2013, режисер Анатолій Левченко);
- Грег — «Сільвія» Альберта Герні (2014, режисер Станіслав Непряхін).

Як режисер поставив вистави: «Мауглі» за Кіплінгом, «Лавка» Олександра Гельмана, «Набережна» Юліу Едліса. Був головним режисером святкування дня міста Маріуполя. Багато років був постановником та автором сценаріїв видовищних конкурсів — «Міс Маріуполь», «Пані Донбас» у Маріуполі та «Перша леді» у Києві. Вів популярну передачу «Люди на блюді» на Маріупольському телеканалі Сігма.
Як композитор написав понад сорок творів для вистав, зокрема його музика грає у виставі «Червона квіточка».
Автор книги спогадів «Про життя… Про театр… Про себе…», яка оповідає про його життя, про події, які відбувалися з ним протягом усього його життя, про зустрічі з багатьма відомими людьми.